# Ван Хельсинг (телесериал)
Ван Хельсинг (англ. Van Helsing) — американо-канадский фэнтезийный телесериал 2016 года, премьера которого в США состоялась 23 сентября 2016 года на канале Syfy, а в Канаде на канале Super Channel.
В декабре 2017 года Syfy продлил телесериал на третий сезон. В декабре 2018 продлен на 4 сезон.
15 мая 2019 канал Syfy опубликовал информацию что в четвёртом сезоне шоу будут новые актёры, а именно Триша Хелфер, Ричард Хармон, Николь Муньос и Кия Кинг, кого они будут играть не сказано.
17 декабря 2019 года, канал Syfy продлил телесериал на пятый и финальный сезон для сериала. Его премьера состоится 16 апреля 2021 года.

## Сюжет
Ванесса Хельсинг (потомок Абрахама Ван Хельсинга) была воскрешена в постапокалиптическом мире, через 3 года после своей смерти, чтобы восстать против вампиров, готовых захватить мир.

## Актёры и персонажи
| Актёр              | Персонаж                                | Сезоны    | Сезоны    | Сезоны    | Сезоны    |           |
| Актёр              | Персонаж                                | 1         | 2         | 3         | 4         | 5         |
| ------------------ | --------------------------------------- | --------- | --------- | --------- | --------- | --------- |
| Основные персонажи |                                         |           |           |           |           |           |
| Келли Овертон      | Ванесса Стьюарт / Ванесса Ван Хельсинг  | Постоянно | Постоянно | Постоянно | Постоянно | Постоянно |
| Джонатан Скарф     | Аксель Милер                            | Постоянно | Постоянно | Постоянно | Постоянно | Постоянно |
| Рукия Бернард      | Сара / Док                              | Постоянно | Постоянно | Постоянно | Постоянно | Постоянно |
| Махаро Смит        | Мохамад                                 | Постоянно | Постоянно | Период.   |           |           |
| Кристофер Хейердал | Сэм / Древний                           | Постоянно | Постоянно | Постоянно | Постоянно |           |
| Дэвид Кабитт       | Джон                                    | Постоянно |           | Гость     |           |           |
| Хилари Хардине     | Сьюзан / Древний                        | Постоянно | Гость     | Гость     |           |           |
| Тим Гини           | Тед                                     | Постоянно |           |           |           |           |
| Лора Меннелл       | Ребекка                                 | Постоянно | Гость     |           |           |           |
| Пол Йохансон       | Дмитрий                                 | Постоянно | Постоянно |           |           |           |
| Винсент Гейл       | Плоть / Мясо                            | Постоянно | Постоянно | Постоянно | Постоянно |           |
| Алекс Паунович     | Джулиус                                 | Постоянно | Постоянно | Постоянно | Постоянно | Постоянно |
| Мисси Перегрим     | Скарлетт Харкер / Скарлетт Ван Хельсинг | Постоянно | Постоянно | Постоянно |           |           |
| Николь Муньос      | Джек                                    |           |           |           | Постоянно | Постоянно |
| Кия Кинг           | Вайолет                                 |           |           |           | Постоянно | Постоянно |
| Дженнифер Чжон     | Ивори                                   |           | Период.   | Период.   | Период.   | Период.   |

## Сезоны
| Сезон | Сезон | Эпизоды | Оригинальная дата показа | Оригинальная дата показа |
| Сезон | Сезон | Эпизоды | Премьера сезона          | Финал сезона             |
| ----- | ----- | ------- | ------------------------ | ------------------------ |
|       | 1     | 13      | 31 июля 2016             | 9 декабря 2016           |
|       | 2     | 13      | 5 октября 2017           | 4 января 2018            |
|       | 3     | 13      | 5 октября 2018           | 28 декабря 2018          |
|       | 4     | 13      | 27 сентября 2019         | 20 декабря 2019          |
|       | 5     | 13      | 16 апреля 2021           | 25 июня 2021             |

## Список эпизодов

### 1 сезон (2016)
| № | #  | Название                           | Режиссёр        | Автор сценария                            | Дата премьеры    | Зрителей в США (миллионов) |
| --- | -- | ---------------------------------- | --------------- | ----------------------------------------- | ---------------- | -------------------------- |
| 1 | 1  | «Помоги мне» «Help Me»             | Майкл Нанкин    | Нил Лабут                                 | 31 июля 2016     | 1,24                       |
| Прошло 3 года с тех пор, как вампиры заполонили Землю. Аксель скрывается в защищённом от вампиров убежище. Вместе с ним находятся Док, которую укусили вампиры, когда убежище открывали в прошлый раз, и неизвестная женщина, всё это время бывшая без сознания. Аксель впустил в убежище нескольких выживших. Ночью внутрь ворвалось несколько вампиров-охотников. Один из них укусил спящую женщину и отравился. В это время спящая женщина проснулась и добила двух оставшихся вампиров. Женщина сказала, что её зовут Ванессой, и что у неё есть дочь. Тедд, один из находящихся в убежище людей, убеждает её выйти наружу. Аксель понимает, что это он впустил вампиров. Тедд пытается вывести Ванессу наружу, так как вампирам нужна она. В последовавшей драке Ванесса убивает его, и у всех на глазах рана Ванессы, нанесённая Теддом, быстро заживает. Вскоре появляется охотник, укусивший Ванессу — её кровь превратила его в человека. |    |                                    |                 |                                           |                  |                            |
| 2 | 2  | «Увидел тебя» «Seen You»           | Майкл Нанкин    | Саймон Бэрри                              | 23 сентября 2016 | 0,83                       |
| Действие начинается примерно в то время, как супервулкан в Йеллоуне начал извергаться. Ванесса сдала кровь в пункт сдачи крови, а ночью запасы крови выкрал один вампир. Один из пакетов он вскрыл, отпил кровь, и его вырвало. Когда он вернулся в логово вампиров, те поняли, что он превратился в человека. Ванесса побила и выгнала соседа, который избивал свою жену. Уходя, тот обещал отомстить. Ванесса отмечала день рождения дочери, когда сосед вернулся и напал на неё. Во время драки он укусил её, его стало тошнить, и он убежал. Прежде чем потерять сознание, Ванесса попросила дочку вызвать скорую. Оказалось, что в больницу поступило много трупов. Док обнаружила, что Ванесса не совсем мертва, и переслала отчёт. Вскоре появились военные с намерением забрать тело. На улице, да и в больнице тоже, начались массовые нападения. Солдатам пришлось отстреливаться. Три года спустя часть выживших выбралась наружу за припасами. Последовало нападение вампиров, и Док укусили. Аксель, тоже находящийся на базе, не стал её убивать. |    |                                    |                 |                                           |                  |                            |
| 3 | 3  | «Не выходить» «Stay Inside»        | Майкл Нанкин    | Джеки Мэй                                 | 30 сентября 2016 | 0,66                       |
| 4 | 4  | «Возвращение» «Coming Back»        | Дэвид Фрэйзи    | Джонатан Ллойд Уокер                      | 7 октября 2016   | 0,62                       |
| 5 | 5  | «Бойтесь её» «Fear Her»            | Дэвид Фрэйзи    | Джереми Смит и Мэтт Венэйблс              | 14 октября 2016  | 0,61                       |
| 6 | 6  | «Ничто не важно» «Nothing Matters» | Аманда Таппинг  | Нил Лабут                                 | 21 октября 2016  | 0,64                       |
| 7 | 7  | «Ради меня» «For Me»               | Аманда Таппинг  | Саймон Бэрри                              | 28 октября 2016  | 0,53                       |
| 8 | 8  | «Мелкая деталь» «Little Thing»     | Джейсон Пристли | Нил Лабут                                 | 4 ноября 2016    | 0,61                       |
| 9 | 9  | «Помощь» «Help Out»                | Джейсон Пристли | Джеки Мэй                                 | 11 ноября 2016   | 0,68                       |
| 10 | 10 | «Держись подальше» «Stay Away»     | Саймон Бэрри    | Джонатан Ллойд Уокер                      | 18 ноября 2016   | 0,60                       |
| 11 | 11 | «Последний раз» «Last Time»        | Саймон Бэрри    | Саймон Бэрри                              | 25 ноября 2016   | 0,65                       |
| 12 | 12 | «Он близко» «He's Coming»          | Аманда Таппинг  | Шевон Сингх, Джереми Смит и Мэтт Венэйблс | 2 декабря 2016   | 0,50                       |
| 13 | 13 | «Это — начало» «It Begins»         | Аманда Таппинг  | Нил Лабут                                 | 9 декабря 2016   | 0,56                       |

### 2 сезон (2017—2018)
| № общий | № в сезоне | Название                             | Режиссёр       | Автор сценария                                        | Дата премьеры   | Зрители (млн) |
| ------- | ---------- | ------------------------------------ | -------------- | ----------------------------------------------------- | --------------- | ------------- |
| 14      | 1          | «Начать снова» «Began Again»         | Майкл Нанкин   | Нил ЛаБут                                             | 5 октября 2017  | 0.46          |
| 15      | 2          | «В искуплении» «In Redemption»       | Майкл Нанкин   | Джонатан Ллойд Уокер                                  | 12 октября 2017 | 0.45          |
| 16      | 3          | «Любовные укусы» «Love Bites»        | Майкл Нанкин   | Джэки Мэй                                             | 19 октября 2017 | 0.49          |
| 17      | 4          | «Жилище» «A Home»                    | Джэйсон Стоун  | Джэреми Смит и Мэтт Венэйблс                          | 26 октября 2017 | 0.46          |
| 18      | 5          | «Спасайся» «Save Yourself»           | Джэйсон Стоун  | Нил Лабут                                             | 2 ноября 2017   | 0.37          |
| 19      | 6          | «Правда победит» «Veritas Vincit»    | Каарэ Эндрюс   | Джонатан Ллойд Уокер                                  | 9 ноября 2017   | 0.30          |
| 20      | 7          | «Всё меняется» «Everything Changes»  | Каарэ Эндрюс   | Джэреми Смит и Мэтт Венэйблс                          | 16 ноября 2017  | 0.35          |
| 21      | 8          | «Большая мама» «Big Mama»            | Дэвид Уиннинг  | Нил ЛаБут                                             | 30 ноября 2017  | 0.34          |
| 22      | 9          | «Проснись, проснись!» «Wakey, Wakey» | Дэвид Уиннинг  | Джэреми Смит и Мэтт Венэйблс                          | 7 декабря 2017  | 0.49          |
| 23      | 10         | «Пара оснований» «Base Pair»         | Пол Йоханнсон  | Джэки Мэй и Майкл С. Нэтчофф Телесценарий : Джэки Мэй | 14 декабря 2017 | 0.36          |
| 24      | 11         | «Быть верным» «Be True»              | Джонатан Скарф | Джэки Мэй                                             | 21 декабря 2017 | 0.49          |
| 25      | 12         | «Кривые водопады» «Crooked Falls»    | Пол Йоханнсон  | Джонатан Ллойд Уокер                                  | 28 декабря 2017 | 0.55          |
| 26      | 13         | «Чёрные дни» «Black Days»            | Джонатан Скарф | Нил ЛаБут                                             | 4 января 2018   | 0.48          |

### 3 сезон (2018)
| № общий | № в сезоне | Название                              | Режиссёр        | Автор сценария               | Дата премьеры   | Зрители (млн) |
| ------- | ---------- | ------------------------------------- | --------------- | ---------------------------- | --------------- | ------------- |
| 27      | 1          | «Свежие усики» «Fresh Tendrils»       | Джонатан Скарф  | Нил ЛаБут                    | 5 октября 2018  | 0.39          |
| 28      | 2          | «Супер неизвестность» «Super Unknown» | Джонатан Скарф  | Нил ЛаБут                    | 12 октября 2018 | 0.48          |
| 29      | 3          | «Я проснусь» «I Awake»                | Майкл Нанкин    | Джонатан Ллойд Уокер         | 19 октября 2018 | 0.39          |
| 30      | 4          | «Ржавая клетка» «Rusty Cage»          | Майкл Нанкин    | Джэки Мэй                    | 26 октября 2018 | 0.42          |
| 31      | 5          | «Милая петля» «Pretty Noose»          | Джэйсон Пристли | Джэреми Смит и Мэтт Венэйблс | 2 ноября 2018   | 0.46          |
| 32      | 6          | «Как самоубийство» «Like Suicide»     | Джэйсон Пристли | Джэреми Смит и Мэтт Венэйблс | 9 ноября 2018   | 0.42          |
| 33      | 7          | «Выслеживать» «Hunted Down»           | Лэсли Хоуп      | Нил ЛаБут                    | 16 ноября 2018  | 0.36          |
| 34      | 8          | «Кривые шаги» «Crooked Steps»         | Джонатан Скарф  | Нил ЛаБут                    | 23 ноября 2018  | 0.35          |
| 35      | 9          | «Громкая любовь» «Loud Love»          | Дэвид Уиннинг   | Джэреми Смит и Мэтт Венэйблс | 30 ноября 2018  | 0.32          |
| 36      | 10         | «Внешний мир» «Outside World»         | Джэки Мэй       | Джэки Мэй                    | 7 декабря 2018  | 0.38          |
| 37      | 11         | «Было» «Been Away»                    | Джэки Гулд      | Джэки Мэй                    | 14 декабря 2018 | 0.34          |
| 38      | 12         | «Поза Христа» «Christ Pose»           | Лэсли Хоуп      | Джонатан Ллойд Уокер         | 21 декабря 2018 | 0.32          |
| 39      | 13         | «Ритуал рождения» «Birth Ritual»      | Дэвид Уиннинг   | Джонатан Ллойд Уокер         | 28 декабря 2018 | 0.38          |

### 4 сезон (2019)
| № общий | № в сезоне | Название                                           | Режиссёр          | Автор сценария                                                                  | Дата премьеры    | Произв. код | Зрители в США (млн) |
| --- | ---------- | -------------------------------------------------- | ----------------- | ------------------------------------------------------------------------------- | ---------------- | ----------- | ------------------- |
| 40 | 1          | «Dark Destiny» «Темная судьба»                     | Дэвид Уиннинг     | Джонатан Ллойд Уокер                                                            | 27 сентября 2019 | 401         | 0.36                |
| Ван Хельсинг Ванесса и Лили находятся в заточении у старейшины Сэма в другом измерении. Им удаётся украсть амулет и сбежать в реальный мир. |            |                                                    |                   |                                                                                 |                  |             |                     |
| 41 | 2          | «Dark Ties» «Темные узы»                           | Дэвид Уиннинг     | Нил Лабут                                                                       | 4 октября 2019   | 402         | 0.30                |
| 42 | 3          | «Love Less» «Никакой любви»                        | Жаки Гулд         | Джеки Мэй                                                                       | 11 октября 2019  | 403         | 0.26                |
| 43 | 4          | «Broken Promises» «Нарушенные обещания»            | Джонатан Скарф    | Мэтт Венэйблс и Джереми Смит                                                    | 18 октября 2019  | 404         | 0.30                |
| 44 | 5          | «Liberty or Death» «Свобода или смерть»            | Жаки Гулд         | Джеки Мэй                                                                       | 25 октября 2019  | 405         | 0.34                |
| 45 | 6          | «Miles and Miles» «Путь-дорога»                    | Кимани Рэй Смит   | Джеки Мэй                                                                       | 1 ноября 2019    | 406         | 0.35                |
| 46 | 7          | «Metamorphosis» «Метаморфоз»                       | Джонатан Скарф    | Нил Лабут                                                                       | 8 ноября 2019    | 407         | 0.33                |
| 47 | 8          | «The Prism» «Призма»                               | Александра Ля Рош | Джонатан Ллойд Уокер                                                            | 15 ноября 2019   | 408         | 0.32                |
| 48 | 9          | «No "I" In Team» «В слове "команда" нет буквы "я"» | Майкл Нанкин      | Мэтт Венэйблс и Джереми Смит                                                    | 22 ноября 2019   | 409         | 0.25                |
| 49 | 10         | «Together Forever» «Вместе навсегда»               | Александра Ля Рош | Мэтт Венэйблс и Джереми Смит                                                    | 29 ноября 2019   | 410         | 0.23                |
| 50 | 11         | «All Apologies» «Все извинения»                    | Линн Стопкевич    | Нил Лабут                                                                       | 6 декабря 2019   | 411         | 0.27                |
| 51 | 12         | «Three Pages» «Три страницы»                       | Шеннон Коли       | Горрман Ли и Джонатан Ллойд Уокер                                               | 13 декабря 2019  | 412         | 0.21                |
| 52 | 13         | «The Beholder» «Зритель»                           | Шеннон Коли       | Телесценарий : Джонатан Ллойд Уокер Сюжет : Джонатан Ллойд Уокер и SJ Трохимчук | 20 декабря 2019  | 413         | 0.34                |

### Сезон 5 (2021)
| № общий | № в сезоне | Название                               | Режиссёр        | Автор сценария                                                   | Дата премьеры  | Произв. код | Зрители в США (млн) |
| --- | ---------- | -------------------------------------- | --------------- | ---------------------------------------------------------------- | -------------- | ----------- | ------------------- |
| 53 | 1          | «Прошедшее время» «Past Tense»         | Джонатан Скарф  | Джонатан Ллойд Уокер                                             | 16 апреля 2021 | VH501       | 0.30                |
| Проснувшись в Темном Царстве, Джек отправляется через портал, и только слова “Убей Темного” направляют ее.                                                                               |            |                                        |                 |                                                                  |                |             |                     |
| 54 | 2          | «Старые друзья» «Old Friends»          | Джонатан Скарф  | Джеки Мэй                                                        | 23 апреля 2021 | VH502       | 0.20                |
| Джек объединяет силы со своим некогда заклятым врагом, который раскрывает опасное оружие, которое поможет Ван Хельсингу убить Темного, но последствия использования этого оружия ужасны. |            |                                        |                 |                                                                  |                |             |                     |
| 55 | 3          | «Темный свет» «Lumina Intunecata»      | Джонатан Скарф  | Джонатан Ллойд Уокер                                             | 30 апреля 2021 | VH503       | 0.23                |
| 56 | 4          | «Состояние союза» «State of the Union» | Лэсли Хоуп      | Джэреми Смит и Мэтт Венэйблс                                     | 7 мая 2021     | VH504       | 0.27                |
| 57 | 5          | «Охота на сестёр» «Sisterhunt»         | Кимани Рэй Смит | Ванэта Стормс                                                    | 14 мая 2021    | VH505       | 0.17                |
| 58 | 6          | «Карпе Ноктис» «Carpe Noctis»          | Джонатан Скарф  | Телесценарий : Горрман Ли Сюжет : Горрман Ли и Си Джэй Трохимчук | 21 мая 2021    | VH506       | 0.26                |
| 59 | 7          | «Graveyard Smash»                      | Неизвестно      | Неизвестно                                                       | 28 мая 2021    | VH507       | 0.23                |
| 60 | 8          | «Deep Trouble»                         | Неизвестно      | Неизвестно                                                       | 4 июня 2021    | VH508       | 0.23                |
| 61 | 9          | «The Doorway»                          | Неизвестно      | Неизвестно                                                       | 11 июня 2021   | VH509       | 0.14                |
| 62 | 10         | «E Pluribus Unum»                      | Неизвестно      | Неизвестно                                                       | 18 июня 2021   | VH510       | TBA                 |
| 63 | 11         | «Undercover Mother»                    | Неизвестно      | Неизвестно                                                       | 18 июня 2021   | VH511       | TBA                 |
| 64 | 12         | «The Voices»                           | Неизвестно      | Неизвестно                                                       | 18 июня 2021   | VH512       | TBA                 |
| 65 | 13         | «Novissima Solis»                      | Неизвестно      | Неизвестно                                                       | 25 июня 2021   | VH513       | TBA                 |

## Отзывы
Сериал получил смешанные отзывы кинокритиков. На сайте Metacritic у него 54 балла из 100 на основе 5 рецензий. На Rotten Tomatoes — 82 % положительных рецензий из 11.